# Shaw Brothers
Shaw Brothers, kurz für Shaw Brothers (Hong Kong) Limited (chinesisch 邵氏兄弟（香港）有限公司, Pinyin Shào Shì Xiōngdì (Xiānggǎng) Yǒuxiàn Gōngsī, Jyutping Siu6si6 Hing1dai6 (Hoeng1gong2) Jau5haan6 Gung1si1) war eine Filmproduktionsfirma aus Hongkong, die von 1958 bis 2011 existierte und vor allem dem Genre des Martial-Arts-Films zum Durchbruch verhalf. Das historische Studiogelände befindet sich seit der Gründung in Sai Kung nahe dem Clear Water Bay Road (⊙), in unmittelbarer Nähe zum Campusgelände der heutigen HKUST.

## Werke
Die Gründer waren die beiden Brüder Runme Shaw (邵仁枚,  Shào Rénméi; 1901–1985) und Runrun Shaw (邵逸夫,  Shào Yìfū; 1907–2014). Zahlreiche technische Innovationen sind auf die Shaw Brothers zurückzuführen.
Ein großer Teil der über 1.000 von Shaw Brothers produzierten Filme wurde im Jahr 2000 an Celestial Pictures (天映娛樂) verkauft, das sie seitdem auf DVD herausgibt.
In den 1970er Jahren kooperierten die Shaw Brothers u. a. mit den Hammer Studios aus England, siehe Die sieben goldenen Vampire, oder mit anderen Regisseuren wie bei Cleopatra Jones gegen die Drachenlady, Sie hauen alle in die Pfanne, Drei Spaghetti in Shanghai, Karate, Küsse, blonde Katzen, In meiner Wut wieg ich vier Zentner, Zwei Schlitzohren in der gelben Hölle oder Der tödliche Schatten des Mr. Shatter.
Einer der bekanntesten Regisseure, der für Shaw tätig war, war Chang Cheh. Die bekanntesten Schauspieler des Filmstudios sind Jimmy Wang Yu, Ti Lung, David Chiang, Gordon Liu, Wu Ma, Cheng Pei-pei und Alexander Fu Sheng.

## Liste in Deutschland veröffentlichter Filme der Shaw Brothers
| Jahr | Internationaler Titel                    | Deutscher Titel                            | Darsteller          | Regie                     | Genre             |
| ---- | ---------------------------------------- | ------------------------------------------ | ------------------- | ------------------------- | ----------------- |
| 1965 | Temple of Red Lotus                      | Der Tempel des roten Lotus                 | Wang Yu             | Hsu Tseng-Hung            | Eastern           |
| 1966 | Asiapol Secret Service                   | Mr. Kugelblitz schlägt zu                  | Wang Yu             | Akinori Matsuo            | Eastern           |
| 1966 | Come drink with me                       | Das Schwert der gelben Tigerin             | Cheng Pei-Pei       | King Hu                   | Eastern           |
| 1967 | The One-armed Swordsman                  | Das goldene Schwert des Königtigers        | Wang Yu             | Chang Cheh                | Eastern           |
| 1969 | Have Sword, will Travel                  | Die Todespagode des gelben Tigers          | Ti Lung             | Chang Cheh                | Eastern           |
| 1970 | Ku Fung Vengeance                        | Kuan, der unerbittliche Rächer             | David Chiang        | Chang Cheh                | Eastern           |
| 1970 | Twelve Golden Medallions                 | Der Kampf um die Todessiegel               | Chin Ping           | Ching Gong                | Eastern           |
| 1970 | The Heroic Ones                          | Die 13 Söhne des gelben Drachen            | David Chiang        | Chang Cheh                | Eastern           |
| 1970 | Hammer of God / Chinese Boxer            | Wang Yu - Sein Schlag war tödlich          | Wang Yu             | Wang Yu                   | Eastern           |
| 1971 | The Deadly Duo                           | Die tödlichen Zwei                         | David Chiang        | Chang Cheh                | Eastern           |
| 1971 | Duel of the Iron Fists                   | Duell ohne Gnade                           | Ti Lung             | Chang Cheh                | Eastern           |
| 1971 | New one-armed Swordsman                  | Das Schwert des gelben Tigers              | David Chiang        | Chang Cheh                | Eastern           |
| 1971 | The Shadow Whip                          | Im Schatten der tödlichen Peitsche         | Cheng Pei-Pei       | Low Wei                   | Eastern           |
| 1971 | The Angry Guest                          | Zehn gelbe Fäuste für die Rache            | David Chiang        | Chang Cheh                | Eastern           |
| 1972 | The 14 Amazons                           | Die Rache der gelben Tiger                 | Ivy Ling Po         | Cheng Gang & Charles Tung | Eastern           |
| 1972 | The Water Margin                         | Die sieben Schläge des gelben Drachen      | David Chiang        | Chang Cheh & Wu Ma        | Eastern           |
| 1972 | Five Fingers of Death                    | Zhao der Unbesiegbare                      | Lo Lieh             | Cheng Chang Ho            | Eastern           |
| 1972 | Man of Iron                              | Der Mann mit der Tigerpranke               | Chen Kuan-Tai       | Chang Cheh                | Eastern           |
| 1972 | The Boxer from Shantung                  | Der Pirat von Shantung                     | Chen Kuan-Tai       | Chang Cheh                | Eastern           |
| 1972 | Outlaw of the Forest                     | König der Shaolin                          | Ti Lung             | Chang Cheh                | Eastern           |
| 1973 | The Blood Brothers                       | Die Blutsbrüder des gelben Drachen         | David Chiang        | Chang Cheh                | Eastern           |
| 1973 | Police Force                             | Wang Yung - Stahlharte Hongkong-Killer     | Wang Chung          | Chang Cheh                | Eastern           |
| 1973 | Death Kick                               | King Fu - Seine Fäuste zucken wie Blitze   | Ku Feng             | Ho Meng-Hua               | Eastern           |
| 1973 | Bamboo Women’s Prison                    | Das Bambuscamp der Frauen                  | Birte Tove          | Kuei Chih-Hung            | Drama             |
| 1973 | Payment in Blood                         | Die grausame Folter der Drachenbande       | Yueh Hua            | Kuei Chih-Hung            | Eastern           |
| 1973 | The Delinquent                           | Shen Chang und die Karate-Bande            | Wang Chung          | Chang Cheh                | Eastern           |
| 1974 | Two Heroes                               | Die tödlichen Fäuste der Shaolin           | Alexander Fu Sheng  | Chang Cheh                | Eastern           |
| 1975 | Four Assassins                           | Marco Polo                                 | Alexander Fu Sheng  | Chang Cheh                | Eastern           |
| 1975 | Flying Guillotine                        | Die fliegende Guillotine                   | Chen Kuan-Tai       | Ho Meng-Hua               | Eastern           |
| 1975 | Chinese Superman                         | Invasion aus dem Innern der Erde           | Danny Lee           | Hua Shan                  | SciFi / Fantasy   |
| 1975 | Black Magic                              | Das Omen des Bösen                         | Ti Lung             | Ho Meng-Hua               | Horror            |
| 1976 | The Web of Death                         | Im Todesnetz der gelben Spinne             | Yueh Hua            | Chu Yuan                  | Eastern           |
| 1976 | Brigade Black Panther                    | Kung Fu Brigade Schwarzer Panther          | Chen Ping           | Suen Chung                | Eastern           |
| 1976 | Killer Klans                             | Die Herrschaft des Schwertes               | Ching Li            | Chu Yuan                  | Eastern           |
| 1976 | Boxer Rebellion                          | Der Aufstand von Peking                    | Alexander Fu Sheng  | Chang Cheh                | Eastern           |
| 1976 | Shaolin Temple                           | Tempel der Shaolin                         | Alexander Fu Sheng  | Chang Cheh & Wu Ma        | Eastern           |
| 1976 | Bruce Lee and I                          | Bruce Lee: Das war mein Leben              | Danny Lee           | Lo Mar                    | Eastern           |
| 1976 | The Magic Blade                          | Der Todesschlag der Stahlfinger            | Ti Lung             | Chu Yuan                  | Eastern           |
| 1976 | The Condemned                            | Der Rächer aus der Todeszelle              | David Chiang        | David Chiang              | Eastern           |
| 1977 | The Sentimental Swordsman                | Das unbesiegbare Schwert der Shaolin       | Ti Lung             | Chu Yuan                  | Eastern           |
| 1977 | Chinatown Kid                            | Der Kung Fu Fighter von China Town         | Alexander Fu Sheng  | Chang Cheh                | Eastern           |
| 1977 | Colossus of Congo                        | Der Koloß von Konga                        | Danny Lee           | Ho Meng-Hua               | Eastern           |
| 1977 | The Brave Archer                         | Der Schwur der Karateka                    | Alexander Fu Sheng  | Chang Cheh                | Fantasy           |
| 1977 | Deadly Angels                            | Die Todesengel des Kung Fu                 | Anthony Lau Wing    | Pao Hsueh-Li              | Eastern           |
| 1977 | The Battle Wizard                        | Das Blut der roten Python                  | Danny Lee           | Pao Hsueh-Li              | Eastern / Fantasy |
| 1977 | Duel to the Death                        | Das Todesduell der Tigerkralle             | Derek Yee Tung-Sing | Chu Yuan                  | Eastern           |
| 1977 | Clans of Intrigue                        | Die Bruderschaft der gelben Höllenhunde    | Ti Lung             | Chu Yuan                  | Eastern           |
| 1978 | The 36th Chamber of Shaolin              | Die 36 Kammern der Shaolin                 | Gordon Liu          | Liu Chia-Liang            | Eastern           |
| 1978 | Shaolin Handlock                         | Der Todesgriff der Shaolin                 | David Chiang        | Ho Meng-Hua               | Eastern           |
| 1978 | Invincible Shaolin                       | Das Höllentor der Shaolin                  | Sun Chien           | Chang Cheh                | Eastern           |
| 1978 | Soul of the Sword                        | Das blutige Schwert der Rache              | Ti Lung             | Hua Shan                  | Eastern           |
| 1978 | Five deadly Venoms                       | Die unbesiegbaren Fünf                     | Chiang Sheng        | Chang Cheh                | Eastern           |
| 1978 | Crippled Heroes                          | Vier gnadenlose Rächer                     | Chen Kuan-Tai       | Chang Cheh                | Eastern           |
| 1978 | Clans of Intrigue 2                      | Die Rückkehr der gelben Höllenhunde        | Ti Lung             | Chu Yuan                  | Eastern           |
| 1979 | Avenging Warriors                        | Der Todesschrei des gelben Tigers          | Jason Pai Piao      | Chang Cheh                | Eastern           |
| 1979 | The Kid with the Golden Arms             | Die fünf Kampfmaschinen der Shaolin        | Sun Chien           | Chang Cheh                | Eastern           |
| 1979 | Monkey Kung Fu                           | Hurra die Knochenbrecher sind da           | Ching Siu-Tung      | Lo Mar                    | Eastern / Komödie |
| 1979 | Mad Monkey Kung Fu                       | Der Killer mit der Affenpranke             | Liu Chia-Liang      | Liu Chia-Liang            | Eastern           |
| 1979 | The Boxer from the Temple                | Die Kampfschule der Shaolin                | Wu Yuan-Chun        | Lo Mar                    | Eastern           |
| 1979 | Five Superfighters                       | Das Schlitzohr mit dem Dampfhammer         | Kuan Feng           | Lo Mar                    | Eastern           |
| 1979 | The Kung Fu Instructor                   | Die Todeshand des gelben Adlers            | Ti Lung             | Suen Chung                | Eastern           |
| 1979 | Ten Tigers from Kwan Tung                | Der Tiger von Kwan Tung                    | Alexander Fu Sheng  | Chang Cheh                | Eastern           |
| 1979 | The Proud Twins                          | Die Eisenfaust                             | Alexander Fu Sheng  | Chu Yuan                  | Eastern           |
| 1979 | The Destroyers of the Five Deadly Venoms | Das tödliche Erbe des Shaolin              | Lu Feng             | Chang Cheh                | Eastern           |
| 1980 | The Fighting Fool                        | Vier Fäuste wie ein Donnerschlag           | Meng Yuen-Man       | Patrick Yuen              | Eastern / Komödie |
| 1980 | Return to the 36th Chamber               | Die Rückkehr zu den 36 Kammern der Shaolin | Gordon Liu          | Liu Chia-Liang            | Eastern           |
| 1980 | The Master                               | Der Shaolin Gigant                         | Chen Kuan-Tai       | Tony Liu Jun-Guk          | Eastern           |
| 1980 | Heroes shed no Tears                     | Die Rache des Karateka                     | Alexander Fu Sheng  | Chu Yuan                  | Eastern           |
| 1980 | The Convict Killer                       | Der Mann mit der Stahlkette                | Ti Lung             | Chu Yuan                  | Eastern           |
| 1980 | The Kid with a Tattoo                    | Der tätowierte Adler                       | Wong Yu             | Suen Chung                | Eastern           |
| 1980 | The Flag of Iron                         | Fünf Kämpfer aus Stahl                     | Philip Kwok         | Chang Cheh                | Eastern           |
| 1980 | Two Champions of Death                   | Das Grabmal des Shaolin                    | Lo Meng             | Chang Cheh                | Eastern           |
| 1980 | Killer Constable                         | Der gnadenlose Vollstrecker                | Chen Kuan-Tai       | Kuei Chih-Hung            | Eastern           |
| 1981 | Lion vs Lion                             | Die Pranke des gelben Löwen                | Lo Meng             | Hsu Hsia                  | Eastern           |
| 1981 | The Emperor and his Brother              | Todesduell im Kaiserpalast                 | Ti Lung             | Chu Yuan                  | Eastern           |
| 1982 | Human Lanterns                           | Chun Fang – Das blutige Geheimnis          | Anthony Lau Wing    | Suen Chung                | Eastern / Horror  |
| 1984 | Secret Service of the Imperial Court     | Im Geheimdienst des gelben Drachen         | Leung Ka-Yan        | Tony Liu Jun-Guk          | Eastern           |
| 1984 | The Invincible Pole Fighter              | Todesspeer des Shaolin                     | Gordon Liu          | Liu Chia-Liang            | Eastern           |
| 1985 | Disciples of the 36th Chamber            | Die Erben der 36 Kammern der Shaolin       | Gordon Liu          | Liu Chia-Liang            | Eastern           |